# Jean Samazeuilh

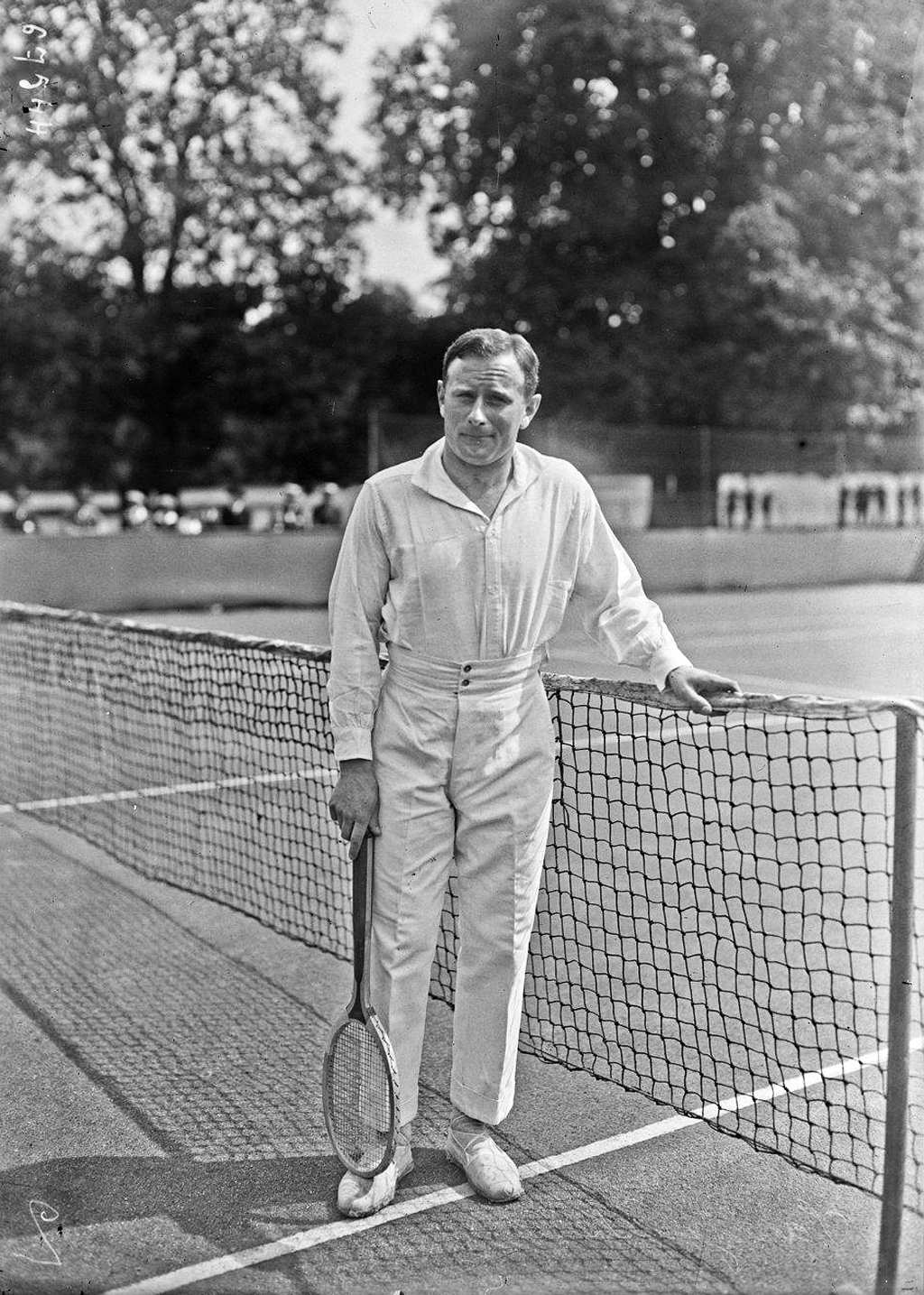
Jean Samazeuilh (1921)

Jean-Pierre Samazeuilh, född 17 januari 1891 i Bordeaux, Frankrike, död 13 april 1965 i Mérignac, var en fransk tennisspelare som var aktiv under 1910- och 1920-talen.
Jean Samazeuilh är främst bekant för sin singeltitel i Franska mästerskapen som han vann 1921 genom finalseger över landsmannen André Gobert (6-3, 6-3, 2-6, 7-5). Turneringen var vid den tiden i princip öppen bara för franska spelare eller utländska spelare som var medlemmar i någon av de franska tennisklubbarna. 
Redan 1914, i den sista turneringen före första världskrigets utbrott, nådde Jean Samazeuilh singelfinalen. Han besegrades där av den flerfaldige franske mästaren Max Decugis med 6-3, 1-6, 4-6, 4-6. Decugis vann därmed sin sista av åtta titlar i turneringen. Samazeuilh nådde 1922 sista gången singelfinalen, varvid han ställdes mot landsmannen Henri Cochet som vann med 8-6, 6-3, 7-5.
Samazeuilh hade också framgångar i dubbel och vann 1923 titeln i Franska mästerskapen tillsammans med François Blanchy. 
Samazeuilh deltog i det franska Davis Cup-laget 1921 och 1923. Han spelade totalt fem matcher av vilka han vann tre. 
Den amerikanske tennislegenden Bill Tilden beskriver i sin bok "The Art of Lawn Tennis" Samazeuilh som en intressant spelare med en välplacerad men inte särskilt hård serve. Hans grundslag beskriver Tilden som något krampaktigt slagna rakt eller med underskruv. Han hade dock stor förmåga att täcka hela banan och slå överraskande kraftigt vinklade returer. Tilden gav särskilt beröm åt Samazeuilhs låga volleyslag och hans förmåga att returnera även till synes omöjliga bollar. 

## Mästerskapstitlar
- Franska mästerskapen
  - Singel - 1921 (slutna nationella mästerskap)